# Lambda Virginis
Lambda Virginis (λ Vir, Khambalia) – gwiazda w gwiazdozbiorze Panny. Jest odległa od Słońca o około 163 lata świetlne.

## Nazwa
Gwiazda ta ma tradycyjną nazwę Khambalia, wywodzącą się z języka koptyjskiego i oznaczającą „zakrzywiony pazur”. Jest to nazwa jednej z tzw. „stacji księżycowych”, segmentów nieba, które przemierza Księżyc w comiesięcznej drodze i dawniej odnosiła się do asteryzmu obejmującego Lambda, Kappa i Jota Virginis. Międzynarodowa Unia Astronomiczna w 2017 roku formalnie zatwierdziła użycie nazwy Khambalia dla określenia składnika A tej gwiazdy.

## Charakterystyka
Lambda Virginis to gwiazda spektroskopowo podwójna, którą tworzy para białych gwiazd ciągu głównego należących do typu widmowego A. Okrążają one wspólny środek masy w około 206,7 doby. W widmach obu widoczne są linie metali, przy czym jeden ze składników ma szerokie, a drugi wąskie linie absorpcyjne, co jest wynikiem różnej prędkości rotacji. Mają one jednakową temperaturę (w granicy niepewności pomiaru) 8280 K, ale jedna jest około 21, a druga 13 razy jaśniejsza od Słońca. Gwiazdy dzieli na niebie około 20 milisekund kątowych, co odpowiada odległości 1,05 au w przestrzeni; orbity mają mały, ale niezerowy mimośród. Ich masy są podobne: około 1,9 i 1,7 masy Słońca. Układ ma około 935 milionów lat, co jest czasem krótszym niż potrzebny na ukołowienie orbit i zrównanie okresów obrotu.